# Selling, Kent
Selling är en ort och civil parish i grevskapet Kent i sydöstra England. Orten ligger i distriktet Swale, cirka 5 kilometer sydost om Faversham. Civil parishen hade 864 invånare vid folkräkningen år 2021.